# Harald Hemmingsson (stjärna)
Harald Hemmingsson (stjärna), född 1300-talet, död mellan 1419–1421, var en svensk häradshövding.

## Biografi
Harald Hemmingsson (stjärna) var häradshövding i Memmings härad. Han avled mellan 1419–1421.

### Familj
Harald Hemmingsson var senast 1402 gift med Katarina Barnamsdotter (Ulvätten), dotter till Barnam Ulfsson (Ulvätten) i Östergötland. Katarina Barnamsdotter var änka efter Arvid Pribeka.